# Romanisation du birman
La romanisation du birman est un translittération ou une transcription du birman ou de noms birmans avec l’écriture latine.

## Romanisations
- Système de romanisation MLC, officielle en Birmanie.
- Romanisation ALA-LC du birman, utilisé par les bibliothèques américaines.
- Romanisation BGN/PCGN du birman.
- Romanisation KNAB du birman.
- Romanisation de Charles Duroiselle de 1916.
- Romanisation de William S. Cornyn et D. Haigh Roop de 1968.
- Romanisation de John Okell de 1971.

## Sources
- (en) ALA/LC, « Burmese », dans ALA/LC Romanization tables, 2011 (lire en ligne)
- (en) BGN/PCGN, Romanization of Burmese, BGN/PCGN 1970 Agreement, 1970 (lire en ligne)
- (en) Charles Duroiselle, « Literal transliteration of the Burmese alphabet », Journal of the Burma Research Society, vol. 6,‎ 1916 (lire en ligne)
- (en) Institute of the Estonian Language, « Burmese / မြန်မစာ Myanmasa », dans KNAB: Place Names Database,‎ 2003 (lire en ligne)
- (en) John Okell, A guide to the romanization of Burmese, The Royal Asiatic Society of Great Britain and Ireland, 1971